# 2016 год в телевидении
Список «2016 год в телевидении» описывает события в мире телевидения, произошедшие в 2016 году.

## Январь
- 1 января
  - Прекращение вещания компанией «НТВ-Плюс» телеканалов «Киносоюз», «HD Кино 2», «НТВ-Плюс 3D by Panasonic», «Кинорейс 1» и «Кинорейс 2»[1];
  - Ребрендинг российского развлекательного телеканала «ТНТ-Comedy» в «ТНТ4» и начало его вещания на эфирных частотах телеканала «2x2»[2][3];
  - Ребрендинг российских телеканалов: познавательного «Нано ТВ» в «Нано», информационно-познавательного «Luxury World» в «Luxury», регионального «Южный Регион Дон» в «Дон 24»[4].
  - Прекращение вещание карельского телеканала «Сампо»[5].
  - Начало вещания молдавского телеканала «NTV Moldova»[6].
- 10 января — Вышел последний выпуск программы Прыг-Скок Команда на телеканале Карусель.
- 16 января[нет в источнике] — Запуск холдингом «Русская медиагруппа» нового музыкального телеканала «HITV»[7].
- 19 января — Официальное начало спутникового вещания российского информационно-аналитического православного интернет-телеканала «Царьград»[8].
- 20 января — Начало спутникового вещания телеканалов «Noise» (трансляция 3D-графики и видеоарта) и «Slow» (трансляция съёмок «мировых красот» большого хронометража), объединённых концепцией Slow TV[9].
- 25 января
  - Прекращение вещания и закрытие телеканалов «НТВ-Плюс Баскетбол» и «НТВ-Плюс Теннис»[10];
  - Прекращение вещания телеканала «НТВ-Плюс Спорт» и запуск на его частоте нового телеканала «Матч! Планета»[11] — международной версии телеканала «Матч ТВ»[12];
  - Ребрендинг телеканала «Спорт» в «Матч! Игра»[13] и начало его вещания на частоте телеканала «HD Спорт»[14];
  - Ребрендинг телеканалов: «Спорт-1» в «Матч! Арена»[15] и «НТВ-Плюс Спорт плюс» в «Матч! Наш Спорт»[13];
  - Переименование телеканалов: «НТВ-Плюс Футбол 1» в «Матч! Футбол 1», «НТВ-Плюс Футбол 2» в «Матч! Футбол 2», «НТВ-Плюс Футбол 3» в «Матч! Футбол 3» и «Боец» в «Матч! Боец»[16].

## Февраль
- 1 февраля
  - Официальное начало вещания холдингом «СТС Медиа» нового телеканала «Домашний International» — международной версии телеканала «Домашний»[17], тестовое вещание которой велось с февраля 2015 года[18];
  - Запуск компанией «Воля» нового кабельного детского телеканала «ВОЛЯ CINE+ KIDS», вещающего в стандарте высокой чёткости (HD)[19];
  - Переход украинского телеканала «24» на формат вещания 16:9[20].
- 8 февраля — Начало вещания российского телеканала «Кино ТВ» в стандарте высокой чёткости (HD)[21].
- 12 февраля — Начало вещания в Германии нового русскоязычного информационно-познавательного телеканала «Новый мир»[22].
- 15 февраля
  - Прекращение вещания российской версии телеканала «Investigation Discovery»[23];
  - Смена логотипа и программной концепции белорусского телеканала «БелМузТВ»[24].
- 29 февраля
  - Начало вещания молдавского телеканала «ITV»[25];
  - Ребрендинг американского познавательного телеканала «History 2 (H2)[англ.]» в «Viceland»[26][27];
  - Прекращение вещания телеканала «Amazing Life»

## Март
- 1 марта
  - Начало предоставления услуги непосредственного спутникового вещания на новой чешской платформе «Flix TV»[28][29];
  - Официальное начало вещания национального спортивного телеканала Таджикистана «Варзиш ТВ»[30], тестовое вещание которого велось с 19 февраля[31];
  - Начало вещания национального фильмового телеканала Таджикистана «Синамо»[30];
  - Переход телеканала «Polsat Viasat Explore[пол.]» на вещание в стандарте высокой чёткости (HD)[32];
  - Переход телеканала «MTV Europe» на формат вещания 16:9[33].
- 7 марта — Обновление концепции вещания, а также смена логотипа и графического оформления российского телеканала «Amedia 2»[34].
- 15 марта — Смена логотипа и графического оформления российского телеканала «Кино ТВ»[35].
- 21 марта
  - Ребрендинг польской версии международного телеканала «HBO Comedy» в «HBO3[пол.]»[36];
  - Переход белорусского телеканала «ОНТ» на формат вещания 16:9[37].
- 31 марта — Прекращение вещания и закрытие по финансовым причинам латвийского телеканала «TV5 Riga»[38].

## Апрель
- 1 апреля
  - Запуск нового украинского познавательного телеканала «Kozak 4K», вещающего в стандарте сверхвысокой чёткости (4K UHDTV)[39];
  - Начало вещания компанией «Феникс-Тверь» нового телеканала «Анекдот ТВ»[40];
  - Начало вещания нового российского детского телеканала «Смайлик ТВ»[41][значимость факта?];
  - Приостанавливание спутникового вещания на платформе «TeRus» (Television in Russian)[42];
  - Прекращение спутникового вещания международного информационного телеканала «Ukraine Today»[43];
  - Переход украинского телеканала «Телевсесвіт» на вещание в стандарте высокой чёткости (HD)[44];
  - Переход телеканалов «Москва 24» и «Москва. Доверие» на формат вещания 16:9[45];
  - Переход российских телеканалов «Время» и «Телекафе» на формат вещания 16:9[46].
- 5 апреля — Завершение перехода цифрового эфирного телевидения Франции на вещание в стандарте высокой чёткости (HD)[47][48].
- 11 апреля — Официальное начало вещания новых спутниковых телеканалов — анимационного «Пингвин ЛоЛо»[49] и семейного «Про100ТВ»[50].
- 13 апреля — Возобновление вещания украинского мультиспортивного телеканала «XSPORT»[51].
- 18 апреля
  - Начало вещания АО «ТВ Центр» нового познавательного телеканала «Центральное телевидение» (ЦТВ)[52];
  - Ребрендинг российского информационного телеканала «LifeNews» в «Life»[53].
- 20 апреля — Официальное начало вещания компанией «Euronews» нового круглосуточного международного информационного телеканала «Africanews[англ.]»[54], тестовое вещание которого велось с 4 января[55].
- 21 апреля — Официальное начало вещания холдингом ВГТРК нового детского анимационного телеканала «Тлум HD»[56], тестовое вещание которого велось с 31 марта[57].
- 22 апреля — Ребрендинг международного познавательно-развлекательного телеканала «IQ HD» в «Планета HD»[56].
- 27 апреля
  - Начало вещания телекомпанией «СургутИнформ-ТВ» нового регионального кабельного телеканала «86»[58];
  - Смена концепции вещания российского телеканала «Телепутешествия»[59].
- 28 апреля — Официальное начало предоставления бангладешской компанией «Beximco Communications[англ.]» услуги непосредственного спутникового вещания на новой платформе «Real VU[англ.]»[60][61].
- 29 апреля — Запуск нового российского телеканала о строительстве и ремонте «Твой дом»[62].

## Май
- 1 мая — Переход телеканала «TV1000 Русское кино» на формат вещания 16:9[63].
- 3 мая
  - Запуск телерадиокомпанией «Телерадио-Молдова» нового информационно-культурного телеканала «Moldova 2» («Молдова 2»)[64][65];
  - Возобновление вещания Греческой корпорацией телерадиовещания (ERT) международного информационно-развлекательного телеканала «ERT World[англ.]»[66].
- 10 мая — Смена графического оформления российского телеканала «Дом кино»[67].
- 13 мая — Телеканал «Россия-1» отмечал свой юбилей — 25 лет в эфире.
- 16 мая — Смена логотипа и графического оформления международного телеканала «TLC»[68].
- 17 мая — Смена логотипа и графического оформления международного телеканала «Euronews»[69].
- 31 мая — Прекращение вещания российского музыкального телеканала «A-One» и запуск на его базе нового музыкально-развлекательного телеканала «ТНТ Music»[70].

## Июнь
- 1 июня
  - Начало вещания нового российского развлекательного телеканала «КВН ТВ»[71];
  - Переход телеканалов «TV1000», «TV1000 Русское кино», «TV1000 Action», «Viasat Explore» и «Viasat History» на вещание в стандарте высокой чёткости (HD)[72].
- 10 июня — Запуск совместно компаниями «Film.UA» и «Star Media» нового украинского фильмового телеканала «BOLT»[73].
- 17 июня — Переход международного музыкального телеканала «Russian MusicBox» на вещание в стандарте высокой чёткости (HD)[74].
- 20 июня — Начало вещания казанского круглосуточного телеканала «Татарстан 24».
- 27 июня — Смена логотипа и графического оформления российского познавательного телеканала «Тайны Галактики» («Galaxy»)[источник не указан 3100 дней].
- 28 июня — Церемония вручения телевизионной премии «ТЭФИ—2016»[75].

## Июль
- 1 июля
  - Прекращение вещания и закрытие группой компаний «Плеадес ТВ» на территории России французских кабельных телеканалов «AB Moteurs[англ.]»[76], «Animaux[англ.]»[77], «Chasse & Peche[англ.]»[78] и «XXL[англ.]»[79];
  - Ребрендинг российского государственного телеканала «Россия HD» в «Россия-1 HD»[80];
  - Официальное начало вещания российского фильмового телеканала «Русский роман» в стандарте высокой чёткости (HD)[81].
- 18 июля — Окончательное закрытие азербайджанского телеканала «ANS TV» (Azerbaijan News Services) по решению Национального Совета по телерадиовещанию после попытки военного переворота в Турции[82].

## Август
- 1 августа
  - Начало вещания нового российского бизнес-телеканала «Рубль»[83];
  - Запуск нового российского рекламного телеканала «БУМ ТВ»[84];
  - Ребрендинг американской версии телеканала «VH1 Classic[англ.]» в «MTV Classic»[85];
  - Переход российского телеканала «Комедия» на формат вещания 16:9[86].
- 3 августа — Смена логотипа и графического оформления международного телеканала «Sony Turbo»[87].
- 5 августа
  - Запуск холдингом «Modern Times Group» новых спортивных телеканалов «Viasat Sport Premium» и «Viasat Ultra HD»[88][89];
  - Официальное начало вещания белорусского регионального телеканала «Гродно Плюс» в стандарте высокой чёткости (HD)[90].
- 8 августа — Запуск совместно компаниями «1+1 медиа» и «Студия Квартал-95» нового украинского спутникового телеканала «Квартал ТВ»[91].
- 15 августа
  - Запуск нового российского музыкального телеканала «Страна FM»[92];
  - Переименования киноканалов холдинга «Ред Медиа»: «Премьера» в «Кинопремьеру», «Киноклуб» в «Киносвидание», «HD кино» в «Киносемью», «Наше кино» в «Родное кино», «Кино плюс» в «Киномикс», «Комедия ТВ» в «Кинокомедию» и «Индия ТВ» в «Индийское кино»[93];
  - Переход российского телеканала «Кинопремьера» на вещание в стандарте высокой чёткости (HD)[93];
  - Начало вещания телеканалом «Киносемья» версии стандартной чёткости (SD)[93].
- 21 августа — Запуск Международным олимпийским комитетом международного Олимпийского телеканала[94].
- 24 августа — Смена логотипа и графического оформления украинского информационного телеканала «NewsOne»[95].

## Сентябрь
- 1 сентября
  - Начало вещания польской компанией «Rower» нового развлекательного телеканала «2x2TV»[96];
  - Ребрендинг русскоязычной версии французского детского телеканала «Gulli» в «Gulli Girl»[97].
- 5 сентября
  - Прекращение вещания и закрытие в Липецке телекомпании «ТВК»[98][99];
  - Смена логотипа и графического оформления российского познавательного телеканала «Страна»[100].
- 9 сентября — Ребрендинг международного музыкального телеканала «MTV Hits» в «NickMusic»[101].
- 12 сентября — Официальное начало вещания Общественной телерадиовещательной корпорацией Кыргызской Республики (ОТРК) нового круглосуточного информационного телеканала «Ала-Тоо 24»[102].
- 15 сентября — Переход российского телеканала «Мультимания» на формат вещания 16:9[103].
- 19 сентября — Завершение перехода российского спутникового оператора «НТВ-Плюс» на стандарт вещания MPEG-4[104].
- 26 сентября
  - Переход российского телеканала «Life» на новую концепцию вещания[105];
  - Начало вещания российских региональных телеканалов НВК «Саха» и «Саха 24» в стандарте высокой чёткости (HD)[106].
- 29 сентября — Официальное начало цифрового эфирного вещания в Боснии и Герцеговине[107][108].
- 30 сентября — Прекращение вещания и закрытие немецкой телекомпанией «ZDF» телеканала «ZDFkultur[англ.]»[109].

## Октябрь
- 1 октября
  - Запуск компанией «Уфанет» нового релакс-телеканала «Нome 4K», вещающего в формате сверхвысокой чёткости (4K)[110];
  - Смена графического оформления российского телеканала «Русский бестселлер»[111].
- 4 октября
  - Запуск холдингом «Ред Медиа» нового детского телеканала «Малыш»[112];
  - Начало вещания компанией «Goodtime Media» нового эротического телеканала на английском языке «Шалун»[113];
  - Начало вещания российского телеканала «РЕН ТВ» в стандарте высокой чёткости (HD)[114].
- 5 октября
  - Запуск в Вологодской области первого российского государственного интернет-телеканала «35ТВ» (35tv.ru)[115];
  - Смена логотипа и графического оформления международного телеканала «Sony Sci-Fi»[116].
- 15 октября — Переход украинских телеканалов «Интер» и «Интер+» на формат вещания 16:9[117].
- 17 октября
  - Переход регионального телеканала Республики Башкортостан «БСТ» на формат вещание 16:9[неавторитетный источник];
  - Смена логотипа и графического оформления казахстанского развлекательного «31 канала»[118].
- 24 октября — Официальное начало вещания телекомпанией «НТВ» новых кабельных телеканалов «НТВ Право», «НТВ Сериал» и «НТВ Стиль»[119].
- 28 октября[уточнить] — Отключение аналогового эфирного вещания в Армении в связи с полным переходом на цифровое эфирное вещание[120].

## Ноябрь
- 1 ноября
  - Начало вещания англоязычной версии международного телеканала «Euronews» в стандарте высокой чёткости (HD)[121];
  - Переход российского музыкального телеканала «Bridge TV» на формат вещания 16:9[122].
- 4 ноября — Ребрендинг российских телеканалов «Наше HD» в «Семейное HD», а также начало вещания их версий стандартной чёткости (SD)[123].
- 7 ноября — Ребрендинг российских телеканалов «Amedia 1» в «A1»[124] и «Amedia 2» в «A2»[125].
- 14 ноября — Ребрендинг международного телеканала «National Geographic Channel» в «National Geographic»[126].
- 15 ноября
  - Ребрендинг российского музыкального телеканала «TopSong TV» в «Bridge TV Classic» и его переход на формат вещания 16:9[127];
  - Переход российского телеканала «Дом кино» на формат вещания 16:9[128].
- 21 ноября
  - Переход российского этномузыкального телеканала «9 Волна» на формат вещания 16:9[129][неавторитетный источник];
  - Переход регионального телеканала Липецкой области «Липецкое время» на формат вещания 16:9.
- 29 ноября — Ребрендинг российского музыкального телеканала «Dange TV» в «Bridge Dance»[130].
- 30 ноября — Начало вещания компанией «Дельта Телевижн» нового развлекательного телеканала «TRiCK»[131].

## Декабрь
- 1 декабря
  - Возобновление вещания (до 1 февраля 2017 года) в кабельных сетях компании «Ростелеком» ежегодного «Телеканала Деда Мороза»[132];
  - Ребрендинг российского фильмового телеканала «Много ТВ» в «Киносерия»[133];
  - Начало вещания англоязычной версии международного телеканала «Deutsche Welle» в стандарте высокой чёткости (HD)[134];
  - Переход украинского телеканала «ТЕТ» на формат вещания 16:9[135];
  - Смена логотипа и графического оформления русскоязычной версии детского телеканала «TiJi», а также переход его на формат вещания 16:9[136].
- 2 декабря
  - Запуск компанией «Триколор ТВ» нового фильмового телеканала «Наше Любимое»[137];
  - Начало вещания нового российского фильмового телеканала «В гостях у сказки»[138].
- 6 декабря — Переход российской версии телеканала «Cartoon Network» на формат вещания 16:9[источник не указан 3173 дня].
- 15 декабря
  - Ребрендинг немецкой версии телеканала «Sony Entertainment Television» в «Sony Channel»[139];
  - Начало вещания российской версии телеканала «Cartoon Network» в стандарте высокой чёткости (HD)[140];
  - Переход российского телеканала «Авто Плюс» на формат вещания 16:9[141].
- 16 декабря
  - Начало вещания нового российского мистическо-эзотерического телеканала «7TV»[142];
  - Переход телеканала «ТНТ International» (европейская версия) на формат вещания 16:9[143][144][неавторитетный источник].
- 20 декабря — Отключение аналогового эфирного вещания в Азербайджане в связи с полным переходом на цифровое эфирное вещание[145].
- 21 декабря — Смена логотипа российского развлекательного телеканала «СТС»[источник не указан 3066 дней].
- 23 декабря — Переход российского телеканала «Настоящее страшное телевидение» на формат вещания 16:9[146].
- 25 декабря — Переход украинских телеканалов «К1», «К2», «НТН»[147], «Мега», «Пиксель TV», «Enter-фильм» и «Zoom[укр.]» на формат вещания 16:9[148].
- 27 декабря
  - Начало вещания российского телеканала «ТНТ» в стандарте высокой чёткости (HD)[149];
  - Переход российского музыкального телеканала «Rusong TV» на формат вещания 16:9[150].
- 31 декабря
  - Отключение аналогового эфирного вещания в Мексике в связи с полным переходом на цифровое эфирное вещание[151];
  - Прекращение вещания и закрытие польской версии международного фильмового телеканала «CBS Drama[пол.]»[152];
  - Ребрендинг международных телеканалов Центрального телевидения Китая (ССТV): «CCTV News», «CCTV-Español[исп.]», «ССТV-Français[фр.]», «ССТV-Arabic[англ.]», «CCTV-Русский» и «CCTV-9[англ.]» в связи с запуском Китайской глобальной телевизионной сети[англ.] (CGTN)[153].